# John Bollington
John Edward Bollington (ur. w 1892 roku w Derby, zm. w 1965 roku w Walsall) – angielski piłkarz i trener piłkarski.

## Kariera piłkarska
W trakcie kariery Bollington reprezentował barwy zespołów Walsall, Wednesbury Old Athletic, Sunderland ponownie Walsall oraz Wednesbury Old Athletic, Willenhall Swifts, znowu Walsall, Crystal Palace, Southend United oraz Brighton.

## Kariera trenerska
Całą karierę trenerską Bollington spędził w Holandii. Trenował tam zespoły HFC Haarlem, ZFC, CVV Vriendenschaar, AGOVV Apeldoorn, AVV DEC, WFC Rapiditas, BSV Allen Weerbaar, AFC DWS, LAC Frisia 1883, UVV oraz HVC. W 1924 roku poprowadził także w jednym meczu, reprezentację Holandii. Było to wygrane 2:1 towarzyskie spotkanie z Południową Afryką, rozegrane 2 listopada 1924.

## Źródła
- Profil na eu-football.info (ang.)